# シャレード (2002年の映画)
『シャレード』（The Truth About Charlie）は、2002年のアメリカ映画。

## 概要
この映画は1963年の『シャレード』（主演：ケーリー・グラント、オードリー・ヘプバーン）のリメイクであるが、フランソワ・トリュフォーの『ピアニストを撃て』のオマージュ要素もあり、後者に出演したシャルル・アズナヴールが"Quand tu m'aimes"の英語版この映画のために歌う場面で登場した（なお、サントラはフランス語のオリジナル版を収録し、英語版はこの映画の中でのみ聴けるのもファン泣かせ）。日本では東京国際ファンタスティック映画祭で特別上映された後、DVDスルーとなった。
制作・監督はジョナサン・デミ。脚本はデミとピーター・ジョシュアことピーター・ストーン。なお、ピーター・ジョシュアという名前は1963年版『シャレード』で、ケーリー・グラントが演じた役名であり、 マーク・ウォールバーグの演じた役名がジョシュア・ピーターズ（Joshua Peters）となっている。
スコア音楽はレイチェル・ポートマンが担当しているが、アンジェリーク・キジョ、ハレド、マヌ・チャオ、エンド・クレジットに炸裂するラシッド・タハの「Garab」など劇中はフランスで人気のアーティストの楽曲が多数使用され、デミの音楽センスが発揮されている。撮影はパリで行われ、多くのフランス人俳優も採用された。劇中で歌を披露するアズナヴールはもとより、マガリ・ノエル、ピーター・ブルックの舞台で活躍したソティギ・クヤテ、アラン・レネ作品の常連フランソワーズ・ベルタン、映画監督のアニエス・ヴァルダらが顔をみせ、アンナ・カリーナはジャック・リヴェットの『パリでかくれんぼ』を彷彿させるクラブ歌手・カリーナとしてセルジュ・ゲンズブールの歌を唄い、カリーナのファン役でフィリップ・カトリーヌも登場。おもちゃ屋の主人は同じく『パリでかくれんぼ』にも出演したウィルフレッド・ブナイシュである。なお、カリーナはスコア担当のレイチェル・ポートマンと共作で新曲「Charade d'amour」を描き下ろした。なおヘンリー・マンシーニとジョニー・マーサーによるオリジナル映画の有名なテーマ曲「シャレード」はBuzz Kilmanの歌で使われた。ちなみに同じロケ地なども登場するが、『サムシング・ワイルド』『愛されちゃって、マフィア』などに近いデミ色の強いマニアックな作りとなっているため、オリジナル映画のように幅広い層に向けた作品とはなっていない。

## キャスト
- ジョシュア・ピーターズ：マーク・ウォールバーグ
- レジーナ・ランバート：タンディ・ニュートン
- バーソロミュー：ティム・ロビンス
- イル・サン・リー：パク・チュンフン
- ザダペック：テッド・レヴィン
- ローラ：リサ・ゲイ・ハミルトン
- ドミニク：クリスティーヌ・ボワッソン
- チャーリー：スティーヴン・ディレイン
- デサリーヌ中尉：シモン・アブカリアン
- マダム・デュ・ラック：フレデリック・メナンジェ
- シャルル・アズナヴール：シャルル・アズナヴール
- クラブ歌手カリーナ：アンナ・カリーナ

以下登場順（主な出演者）
- 陸軍少佐：オルガ・セリュキック
- 電車の女性：フランソワーズ・ベルタン
- シルヴィア：サキーナ・ジャフリー
- ミステリアスな黒衣の女性：マガリ・ノエル
- イポリットの未亡人：アニエス・ヴァルダ
- アズナヴール・ファンの受付：オリヴィエ・ブロシュ
- おもちゃ屋店主：ウィルフレッド・ブナイシュ
- カリーナのファン：フィリップ・カトリーヌ
- サイアン・スーパ・クルー：フェニスキ、リーロイ・ケシア、サー・サミュエル、スライ・ザ・ミック・ブッダ、スペクタ、ヴィスロー、
- カフェの調理人：フィリップ・デュケーヌ
- ビストロの歌手：ピエール・キャレ
- ディーラー「プロフェート」：ソティギ・クヤテ
- ホスキンズ夫人（刑務所の配膳係）：ポーラ・ムーア
- 精霊の声：ナターシャ・アトラス

DVD日本語吹き替え声優
- ジョシュア・ピーターズ：森田順平
- レジーナ・ランバート：佐々木優子
- バーソロミュー：内田直哉
- イル・サン・リー：咲野俊介
- ザダペック：廣田行生
- ローラ：高山佳音里
- ドミニク：弥永和子
- その他吹き替え声優：辻つとむ、斉藤昌、岩崎ひろし、松岡洋子、宗矢樹頼、浅井清己、茉雪千鶴、小池亜希子、園江治、佐藤晴男、大橋世津、飯島肇

## サウンドトラック
1. De Phazz - "Jim the Jinn"
2. ラシッド・タハ - "Garab"
3. Jean Marc Miro - "La voix du vaurien"
4. アンジェリーク・キジョー - "Les Enfants Perdus"
5. The Soft Boys - "Mr. Kennedy"
6. Transglobal Underground - "This Is The Army Of Forgotten Souls"
7. ハレド - "Ragda"
8. スパークルホース - "It's A Wonderful Life"
9. Gotan Project - "Epoca"
10. マヌ・チャオ - "Mentira"
11. エイジアン・ダブ・ファウンデーション - "Fortress Europe"
12. ラサ・デ・セラ - "De cara a la pared"
13. The Feelies - "Slow Down"
14. アンナ・カリーナ - "Sous le Soleil exactement"
15. Backward Dog - "Hey Natty (Day Monsters)"
16. テッド・デミ - "Bigga Man"
17. レイチェル・ポートマン - "Truthful Moods"
18. シャルル・アズナヴール - "Quand tu m'aimes"

## DVD
元の作品がパブリックドメインだったため、リメイク版の北米版DVDには映像特典としてリメイク元の映画も添加された。日本では、本作のみでDVDスルーとなった。